# Сиагрус Румянцева
Сиагрус Румянцева, также Сиагрус Романцова (лат. Syagrus romanzoffiana) — вид растений рода Сиагрус (Syagrus) семейства Пальмовые (Arecaceae).
Вид ранее выделялся в монотипный род Arecastrum (Drude) Becc. — Арекаструм.

## Название
Вид назван в честь графа Николая Петровича Румянцева, снарядившего кругосветное плавание, которое в трудах А. Шамиссо именуется «исследовательской экспедицией Румянцева» (лат. expeditio speculatoria Romanzoffiana).

## Ботаническое описание

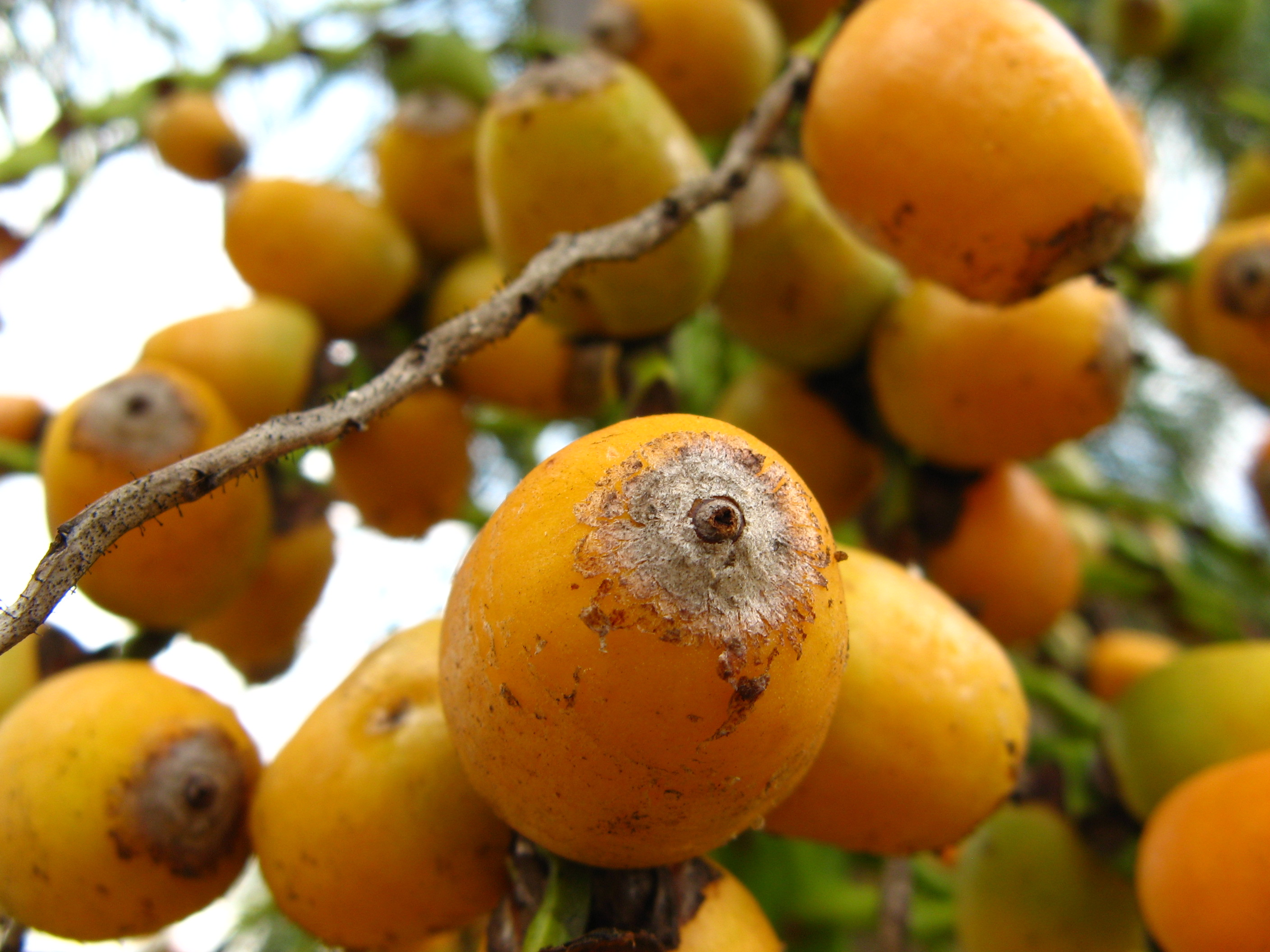
Плоды

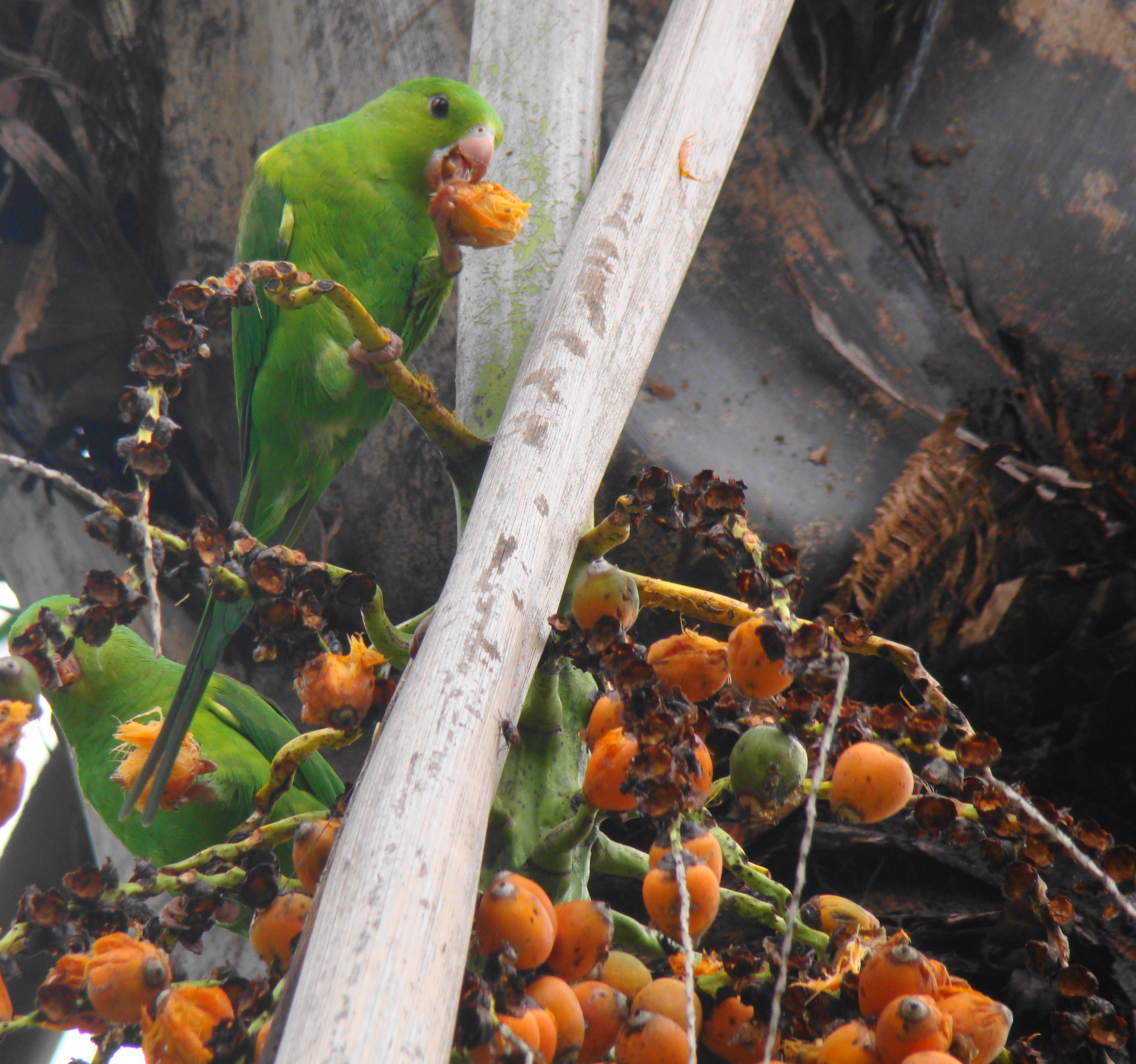
Желтокрылый тонкоклювый попугай|Желтокрылые тонкоклювые попугаи (Brotogeris chiriri) питаются плодами сиагруса Романцова

Высокое дерево. Ствол с листовыми следами. Листья перисторасщеплённые, до 4—5 м длиной; доли в средней части листа до 0,7—1 м длиной и 25—30 мм шириной. Черешок без шипов, до 1 м длиной. Покрывало соцветия складчато-бороздчатое, до 1 м длиной. Плод — широкояйцевидная или обратнояйцевидная костянка, 2,2—2,7 см длиной и 1,5—1,9 см толщиной. Плоды сладкие на вкус и напоминают смесь сливы и банана. Семена широкояйцевидные.

## Распространение
Встречается в субтропиках восточной части Южной Америки: от Аргентины (устье Параны) до штата Баия. Признан инвазивным видом в США (штат Флорида) и Австралии (штат Квинсленд).

## Хозяйственное значение и применение
Широко используется в качестве декоративного растения.

## Синонимика
- Arecastrum romanzoffianum (Cham.) Becc.
- Calappa acrocomioides (Drude) Kuntze
- Calappa australis (Mart.) Kuntze
- Calappa datil (Drude & Griseb.) Kuntze
- Calappa martiana (Drude & Glaz.) Kuntze
- Calappa plumosa (Hook.f.) Kuntze
- Calappa romanzoffiana (Cham.) Kuntze
- Cocos acrocomioides Drude
- Cocos arechavaletana Barb.Rodr.
- Cocos australis Drude & Brandt, nom. illeg.
- Cocos australis Mart.
- Cocos datil Drude & Griseb.
- Cocos geriba Barb.Rodr.
- Cocos martiana Drude & Glaz.
- Cocos plumosa Hook.f.
- Cocos romanzoffiana Cham.basionym[5]